# Austrian Open 1981
L'Austrian Open 1981 è stato un torneo di tennis giocato sulla terra rossa. È stata la 36ª edizione del torneo, che fa parte del Volvo Grand Prix 1981. Si è giocato a Kitzbühel in Austria dal 13 al 19 luglio 1981.

## Campioni

### Singolare maschile
John Fitzgerald ha battuto in finale  Guillermo Vilas con il punteggio di 3–6, 6–3, 7–5

### Doppio maschile
David Carter /  Paul Kronk hanno battuto in finale  Marko Ostoja /  Louk Sanders con il punteggio di 7–6, 6–1